# Sông Đồng Tranh

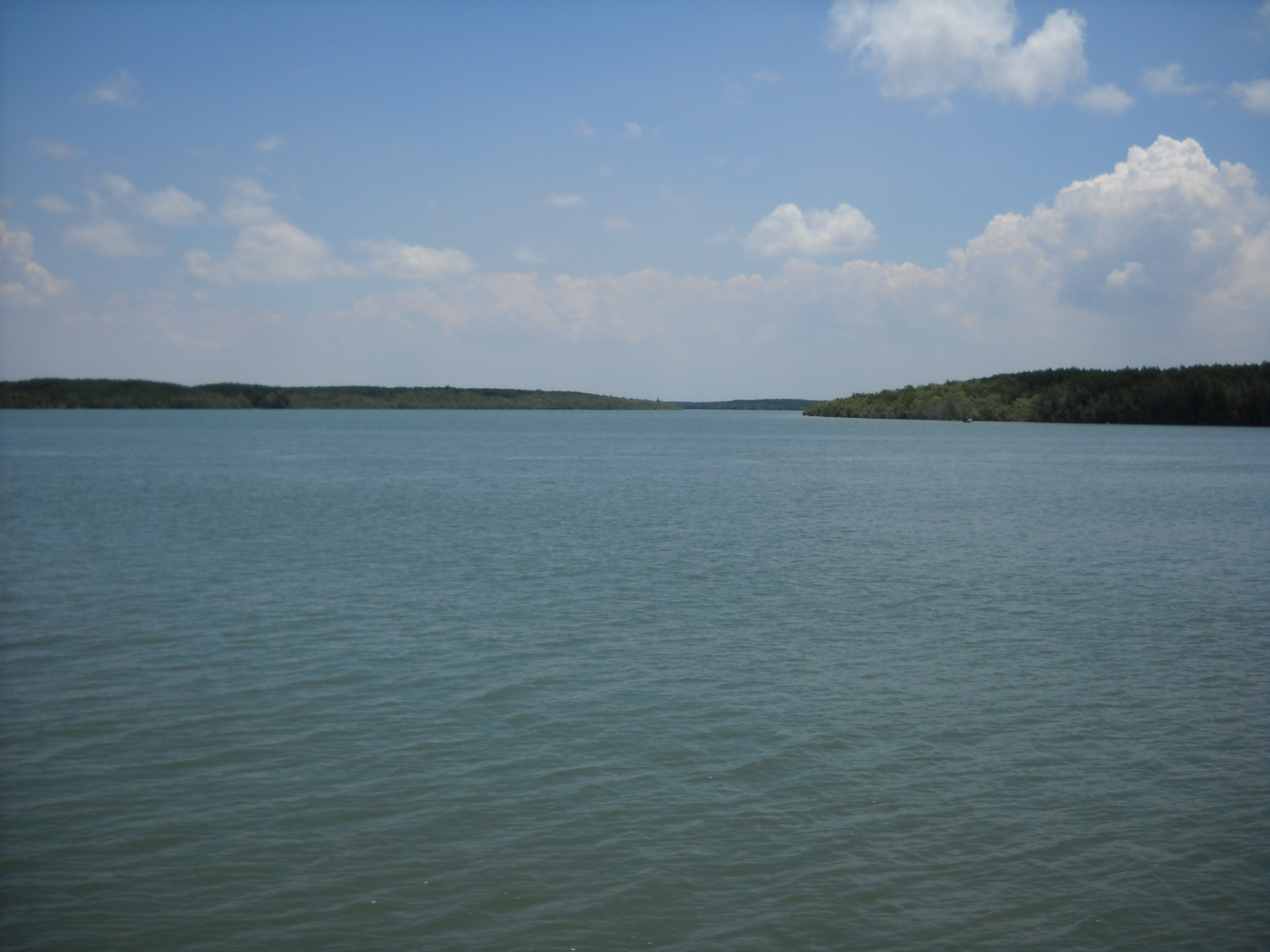
Sông Đồng Tranh đổ vào sông Ngã Bảy

Sông Đồng Tranh là tên của hai con sông tại huyện Cần Giờ, Thành phố Hồ Chí Minh, đều thuộc hệ thống sông Đồng Nai.
Con sông thứ nhất chảy tách ra từ sông Lòng Tàu  tại địa phận xã Phước Khánh, huyện Nhơn Trạch, chảy theo hướng đông - đông nam, đến đoạn tiếp giáp với xã Thạnh An, huyện Cần Giờ đổi hướng chảy theo hướng nam và nhập vào với sông Ngã Bảy. Sông Ngã Bảy thực chất là dòng chính của sông Lòng Tàu đang hướng ra vịnh Gành Rái tiếp giáp với Biển Đông. Sông có chiều dài khoảng 30 km, từ đoạn sông Lòng Tàu và sông Ba Gioi làm ranh giới tự nhiên giữa hai huyện Nhơn Trạch, Đồng Nai và Cần Giờ, Thành phố Hồ Chí Minh.
Con sông thứ hai dài 8,5 km, bắt đầu từ nơi hợp lưu của sông Cát Lái (Vàm Sát) và sông Mũi Nai , chảy theo hướng nam và đổ ra Biển Đông tại vịnh Đồng Tranh.